# Piazomiina
Las piazoniinas (Piazomiina) son una subtribu de insectos coleópteros curculiónidos pertenecientes a la subfamilia Entiminae.  

## Géneros
- Achlainomus – Agrestus – Anomoederus – Aosseterus – Aphaeromias – Aporius – Atmetonychus – Beardiella – Burmotragus – Caloecus – Catascythropus – Cenchroma – Ceryrhinus – Cimbodes – Cnemecamptus – Dereodus – Dyscheres – Farsomias – Galenactus – Geotragus – Herpisticus – Hyperomias – Hypomeces – Indomias – Iphisomus – Kirgisomias – Lepidospyris – Lepropus – Leptomias – Leptoscapus – Lipsanus – Lissorhinus – Meteutinopus – Molybdotus – Neoherpisticus – Odontomias – Orthomias – Orthoscelus – Pachynotus – Piazomias – Platyaspistes – Polyclaeis – Polycleidellus – Prospelates – Strophosomoides – Sympiezomias – Syringotypus – Triangulomias – Tylopholis – Xizanomias – Xylinophorus